# Jendrik Sigwart
Jendrik Sigwart, (Hamburg, 1994. augusztus 27. – ) német énekes, dalszerző. Ő képviseli Németországot a 2021-es Eurovíziós Dalfesztiválon, Rotterdamban.

## Magánélete
Jendrik Hamburgban született, négy testvére van. Tinédzserként zongorázni és hegedülni tanult. Miután befejezte a középiskolát, színművészetet tanult az Osnabrücki Alkalmazott Tudományegyetemen. Tanulmányai során különféle musicalekben játszott, többek között a My Fair Lady, a Hairspray és a Pán Péter című darabban. Az énekes saját maga írja dalait, az ukulele különösen fontos zenéjében.
Jendrik nyíltan vállalja homoszexualitását, párja Jan Rogler.

## Zenei karrierje
2021. február 6-án a német műsorsugárzó bejelentette, hogy Jendrik képviseli hazáját az elkövetkezendő Eurovíziós Dalfesztiválon, Rotterdamban. Versenydalát, melynek címe I Don’t Feel Hate, február 25-én mutatták be.

## Diszkográfia

### Kislemezek
- I Don’t Feel Hate (2021)